# Swanlinbar
Swanlinbar (iriska: An Muileann Iarainn) är en ort i republiken Irland.   Den ligger i grevskapet An Cabhán och provinsen Ulster, i den norra delen av landet, 130 km nordväst om huvudstaden Dublin. Swanlinbar ligger 67 meter över havet och antalet invånare är 211.
Terrängen runt Swanlinbar är kuperad åt sydväst, men åt nordost är den platt.Runt Swanlinbar är det glesbefolkat, med 17 invånare per kvadratkilometer. Närmaste större samhälle är Ballyconnell, 11,7 km sydost om Swanlinbar. I omgivningarna runt Swanlinbar växer i huvudsak blandskog.